# Mohamed Fourati
Pour les articles homonymes, voir Fourati.
Mohamed Fourati, né le 18 janvier 1932 à Sfax et mort le 26 février 2012 à Tunis, est un chirurgien cardiovasculaire tunisien. Il est le pionnier de la chirurgie à cœur ouvert dans le monde arabo-musulman. Professeur et maître de conférences durant 39 années, il a enseigné et formé une génération de jeunes chirurgiens en Tunisie.

## Biographie
Mohamed Fourati fait des études primaires et secondaires à Sfax. Il passe en 1953 un baccalauréat de philosophie dans sa ville natale et décide de débuter une carrière médicale à cause du décès de sa sœur Sania d'une pathologie cardiaque en 1945 à l'âge de 26 ans. L'année suivante, pour continuer ses études, il s'installe dans la ville de Lille (France) pour y suivre des cours à la faculté de médecine. Afin de valider les acquis de fin d'études, il effectue sa période de stage en tant qu'interne à l'hôpital Farhat-Hached de Sousse. Alternant les déplacements entre les deux continents, il obtient, en 1959, un doctorat en médecine à la faculté de Lille.
Il effectue, l'année suivante, son service militaire dans la région du Kef (au nord-ouest de la Tunisie) et à Kébili (au sud du pays). Il continue à se spécialiser en chirurgie thoracique et cardio-vasculaire à l'hôpital Saint-Joseph de Paris. Il est affecté au service de chirurgie générale des docteurs Saïd Mestiri et Zouhair Essafi à l'hôpital Habib-Thameur de Tunis. Durant le mois de juillet 1961, il exerce comme chirurgien durant la bataille de Bizerte, opérant les blessés 20 heures sur 24 pendant plusieurs jours.
Il est nommé assistant hospitalo-universitaire en 1966 puis est désigné comme chef de service de chirurgie à l'hôpital Habib-Thameur en mai 1968 et devient, à l'âge de 35 ans, le plus jeune chef de service de Tunisie. Au mois de novembre de la même année, il réalise la première opération à cœur ouvert du pays, favorisée par une délégation de médecins de Terre des hommes conduite par le professeur Charles Hahn de l'Hôpital cantonal de Genève (Suisse).

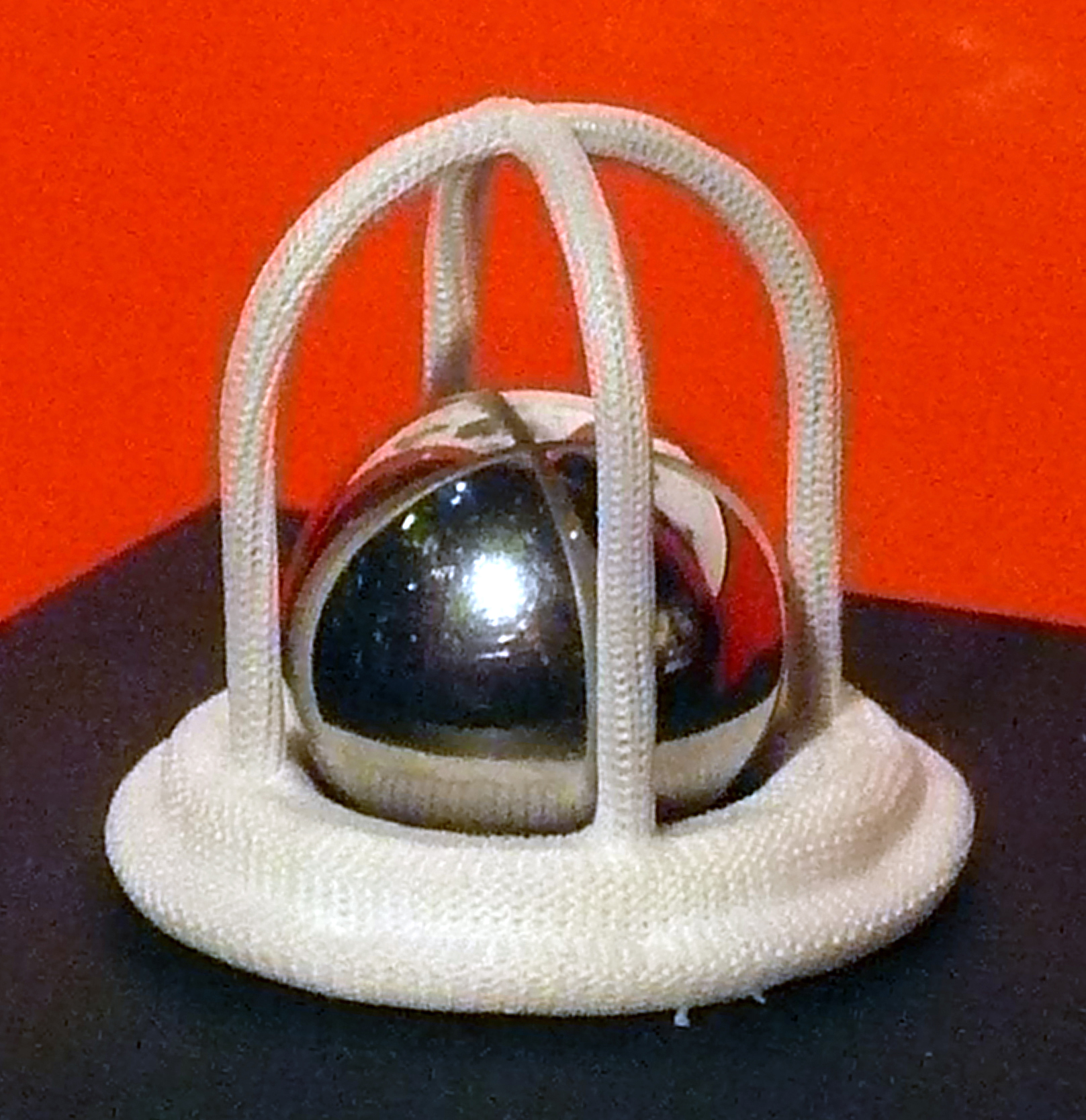
Valve de Starr-Edwards.

En 1970, il effectue une première dans le monde arabo-musulman en implantant une valve de Starr-Edwards en position mitrale. Trois années plus tard, il réalise le premier double remplacement valvulaire mitral et aortique. Cette même année, il est nommé maître de conférences à la faculté de médecine de Tunis. Continuant son travail, il passe avec succès son agrégation en chirurgie à Paris en 1974. Filmée et retransmise à la télévision, il réalise une opération à cœur ouvert, le 11 juillet 1975, en présence du président de la République tunisienne, Habib Bourguiba.
Il est nommé membre associé de l'Académie nationale de chirurgie, le 16 janvier 1980. Durant cette année, il crée une unité de chirurgie cardiaque à l'hôpital Habib-Thameur indépendante des autres activités de chirurgie générale. Il devient professeur en chirurgie en 1982. Il préside dans la foulée l'Association tunisienne de chirurgie de 1982 à 1984 et les bureaux de la Société tunisienne de cardiologie et de chirurgie cardio-vasculaire de 1983 à 1985. Il contribue également à la création de la Société méditerranéenne de cardiologie et de chirurgie cardiaque. Il est nommé chef de service à l'hôpital militaire de Tunis en 1989.
Le 15 janvier 1993 à 2 h 20, il réalise un exploit en réalisant avec succès, sous l'impulsion de l'État, la première opération de transplantation cardiaque au monde arabo-musulman. Le contexte est le suivant : un jeune meurt dans un accident et la mort cérébrale est attestée par un médecin légiste après confirmation par deux électroencéphalogrammes. Devant se référer auprès des autorités compétentes de l'hôpital militaire et du ministère de la Défense nationale, une autorisation de prélever l'organe est donnée en application de la loi n°91-22 du 25 mars 1991. Une course contre la montre est lancée pour préparer le receveur afin de donner toutes les chances à la greffe de réussir. L'ensemble du personnel concerné est mobilisé cette nuit là pour cette première chirurgicale. Cette loi du 25 mars 1991 indique que le prélèvement d'organes chez une personne décédée en état de mort cérébrale est définie par des critères rigoureux. La mort cérébrale doit être reconnue par deux médecins indépendants et reposer sur la présomption du consentement. Si le refus n'est pas clairement exprimé, il est possible de disposer des organes « à des fins thérapeutiques ». Si la volonté n'a pas été exprimé, la loi autorise la famille à disposer du corps et à s'opposer éventuellement au prélèvement. En Tunisie, la réglementation juridique précédente, en lien avec les prélèvements d'organes, était le décret beylical du 19 juillet 1952. Ce dernier ne concernait que les personnes décédées et ignorait la mort cérébrale dont le concept était alors méconnu.
Une année plus tard, il prend sa retraite à l'âge de 62 ans et continue à donner des conférences.
Le 26 février 2012, il meurt à l'âge de 80 ans à son domicile de Tunis. Des hommages lui sont alors rendus par les autorités administratives, religieuses et scientifiques.

## Vie privée
En 1955, Il rencontre et se marie avec Michèle Roly, professeur de sciences naturelles, avec qui il a quatre enfants : l'aîné Kamel, docteur et chirurgien orthopédique et traumatologique à Tunis ; Sonia, maître de conférences en mathématiques au Laboratoire de probabilités et modèles aléatoires à Paris ; Samy, spécialiste en radiologie nucléaire au Brooklyn Hospital Center (en) de New York ; Neïl, ingénieur agronome à Tunis.
Mohamed Fourati est également passionné d'agriculture et de chasse et les pratique régulièrement durant ses moments de détente en famille et de vacances.

## Publications
- Mohamed Fourati, B. Younes, C. Tauziet et L. Skandrani, « Report on open-heart surgery at the Hôpital Habib Thameur », La Tunisie médicale, Tunis, no 5,‎ 1972, p. 339-344 (ISSN 0041-4131, résumé).
- Mohamed Fourati, Rafik Mzali, Rafik Zouari, Abdelwaheb Ounissi, Youssef Sahnoun, Rachid Jlidi et Issam Beyrouti, « Le cystadénome mucineux du pancréas : à propos d'une observation », Association tunisienne de chirurgie, Tunis, no 1,‎ 1995, p. 38-41 (ISSN 0330-5961, résumé).
- Mohamed Fourati, M. Ben Ismaïl, A. Bousnina, F. Zouari et J. Lacronique, « Kyste hydatique autochtone à localisation cardiaque  d'évolution favorable », La Presse médicale, Tunis, vol. 29, no 21,‎ juin 2000, p. 1175 (résumé).
- Mohamed Fourati, M. Ben Ismaïl, A. Bousnina, F. Zouari et J. Lacronique, « Kyste hydatique du cœur simulant une ischémie coronarienne », Annales de cardiologie et d'angéiologie, Paris, Éditions scientifiques et médicales, vol. 50, no 4,‎ 2001, p. 206-210 (résumé).
- Mohamed Fourati, H. Marrak, N. Mnajja, S. Fenniche, M. Zghal, E. Chaker, M. Ben Ayed et I. Mokhtar, « Chromomycose : à propos d'une observation », Journal de mycologie médicale, Paris, Éditions scientifiques et médicales, vol. 13, no 1,‎ mars 2003, p. 37-39 (résumé).
- Mohamed Fourati, H. Khouadja, H. Kechiche, K. Souissi et A. Mebazaa, Médicaments inotropes : Insuffisance circulatoire aiguë (avec plan), Paris, Elsevier Masson, 2009 (présentation en ligne).
- Mohamed Fourati, M. Feki, A. Zouari, S. Sessi, F. Mnif, N. Kaffel, N. Charfi et M. Abid, « Hyperleptinémie et insulino-résistance  chez les femmes obèses tunisiennes (avec résumé) », Diabetes & Metabolism, Paris, vol. 35, no 51,‎ mars 2009, p. 88 (résumé).